# Third Air Force

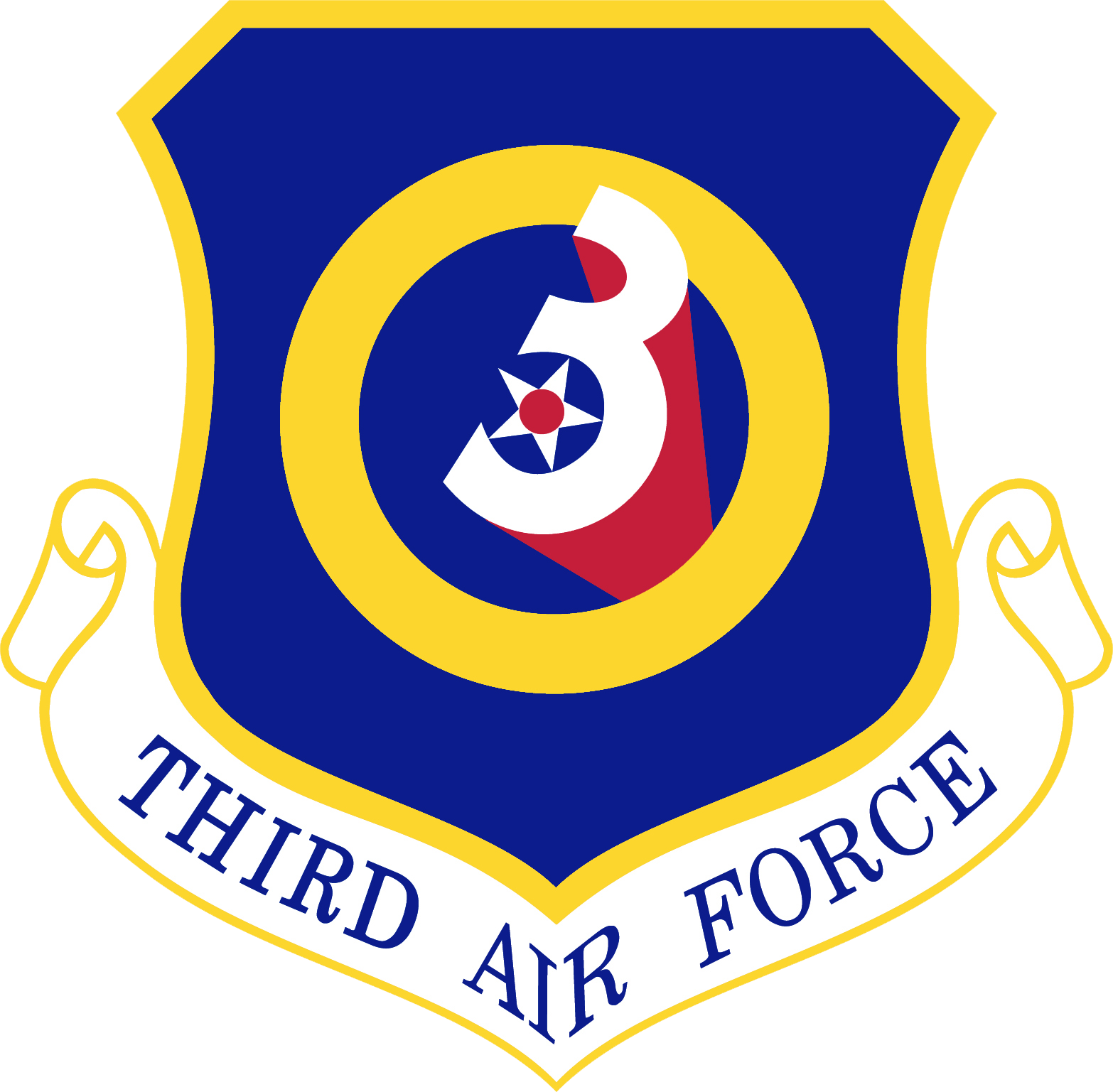
Abzeichen der Third Air Force

Die Third Air Force (deutsch 3. US-Luftflotte) der United States Air Force ist auf der Ramstein Air Base in Deutschland stationiert und untersteht den United States Air Forces in Europe – Air Forces Africa. Ihr unterstehen die meisten amerikanischen Lufteinheiten in Europa. Damit stellt sie auch die Luftverbände des United States European Commands.
Gegründet wurde die Luftflotte im Dezember 1940 unter der Bezeichnung Southeast Air District als Teil des United States Army Air Corps aus dem im Jahr 1941 die United States Army Air Forces hervorgingen. Seit März 1941 trug sie die Bezeichnung Third Air Force. Während des Zweiten Weltkriegs diente sie ähnlich wie die 2. US-Luftflotte als Ausbildungseinheit für Soldaten die dann mit anderen Einheiten aktiv am Kriegsgeschehen teilnahmen. Die Einheit war auch für das Ausbildungsprogramm mit B-25 und B26 Bombern zuständig.
In den Jahren nach dem Zweiten Weltkrieg wurde die Einheit zunächst kurzfristig deaktiviert. Zwischen dem 1. Mai 1951 und dem 1. November 2005 war sie durchgehend aktiv und an verschiedenen Standorten in England stationiert. Seit April 1972 befand sich das Hauptquartier auf der Mildenhall Air Base. Zwischen dem 1. November 2005 und dem 1. Dezember 2006 war die 3. Luftflotte deaktiviert. Am 1. Dezember 2006 wurde sie auf der Ramstein Air Base erneut aktiviert. Seitdem nimmt sie ihre oben angeführten Aufgaben wahr.
Der 3. Luftflotte sind zurzeit (Dezember 2024) folgende zehn Geschwader unterstellt:
- 31. Jagdgeschwader (31. Fighter Wing) in Aviano in Italien
- 39. Bases Geschwader (39th Air Base Wing) auf der Incirlik Air Base in der Türkei
- 48. Jagdgeschwader (48. Fighter Wing) in Lakenheat in England
- 52. Kampfgeschwader auf der Spangdahlem Air Base (Deutschland)
- 86. Transportgeschwader (86th Airlift Wing) Ramstein AB Deutschland
- 100. Betankungsgeschwader (100th Air Refueling Wing) in Mildenhall (England)
- 352. Sondergeschwader (352nd Special Operations Wing) Mildenhall England
- 406. Expeditionsgeschwader (406th Air Expeditionary Wing) Ramstein SAB Deutschland
- 435. Bodenoperationsgeschwader (435th Air Ground Operations Wing) Ramstein AB (Deutschland)
- 501. Nachschubgeschwader (501st Combat Support Wing) in Alconbury (England)

## Liste der Kommandierenden Generale ab 2006
| Name                                      | Beginn der Berufung | Ende der Berufung |
| ----------------------------------------- | ------------------- | ----------------- |
| LTG Robert D. Bishop Jr.                  | 1. Dezember 2006    | 22. Juli 2008     |
| LTG Philip M. Breedlove                   | 22. Juli 2008       | 24. August 2009   |
| LTG Frank Gorenc                          | 24. August 2009     | 30. März 2012     |
| LTG Craig A. Franklin                     | 30. März 2012       | 31. Januar 2014   |
| MG Carlton D. Everhart II (kommissarisch) | 1. Februar 2014     | 11. Juni 2014     |
| LTG Darryl Roberson                       | 11. Juni 2014       | 2. Juli 2015      |
| LTG Timothy Ray                           | 2. Juli 2015        | 21. Oktober 2016  |
| LTG Richard M. Clark                      | 21. Oktober 2016    | 7. September 2018 |
| MG John M. Wood                           | 7. September 2018   | 24. Juni 2020     |
| MG Randall Reed                           | 24. Juni 2020       | 18. Mai 2022      |
| COL John F. Gonzales (kommissarisch)      | 18. Mai 2022        | 22. Juni 2022     |
| MG Derek France                           | 22. Juni 2022       | 3. April 2024     |
| MG Paul Moga                              | 3. April 2024       | amtierend         |